# MacTutor History of Mathematics archive
El MacTutor History of Mathematics archive es una página web mantenida por John J. O'Connor y Edmund F. Robertson, hosteada por la Universidad de St Andrews en Escocia. Contiene biografías detalladas de muchos matemáticos históricos y contemporáneos, así como información de curvas famosas y varios tópicos de la historia matemática.
Este es parte de un proyecto más grande, llamado Mathematical MacTutor system, de los mismos autores, que consiste en una base de datos HyperCard de 18-megabytes. MacTutor cubre un ancho espectro de tópicos matemáticos, aunque sus contenidos han sido sesgados por los intereses y entusiasmo de sus creadores. Específicamente, se han concentrado en áreas donde O'Connor y Robertson creen que la computación, y particularmente las capacidades gráficas de Apple Macintosh, pueden proporcionar información que no estaría disponible de otro modo. Así, adicionalmente a tópicos de cálculo que uno esperaría encontrar en cualquier software matemático, MacTutor es particularmente fuerte en geometría, álgebra (en particular teoría de grupos, teoría de grafos, teoría de números), así como en estadística, matrices y análisis complejo.